# 末次氏 (魚名流)
肥前末次氏（ひぜんすえつぐし）は、日本の氏族のひとつ。

## 概要
北面武士であった佐藤季清（藤原季清。藤原秀郷の7世孫で徳大寺家に仕える）が、久寿元年（1154年）に監使としてその子季喜と季次を伴って肥前国に下向したのが始まりである。この兄弟はそのまま肥前国に土着して、弟の季次は肥前国佐嘉郡小津郷の一部（現在の佐賀市本庄町末次）に領地を得て地頭職となり、以降末次氏を名乗るようになった。兄の季喜は龍造寺氏の祖となっており（ただし子供がなく母方の親類であった高木氏より養子を迎えているため、季喜の血筋が龍造寺氏となったわけではない）、肥前末次氏の多くは、平安時代後期から戦国時代に至るまで龍造寺氏の家臣として仕えている。龍造寺氏の嫡流が途絶えた後は、宗家が鍋島氏の家臣として独礼の家格で家名を存続させ、幕末には佐賀藩弓術師範家となったほか、諫早鍋島家（龍造寺氏の分家）の家臣としてもいくつかその名を残している。